# كابلاسيزوماب
كابلاسيزوماب هو جسم مضاد وحيد النسيلة يرتبط بعامل فون ويليبراند.